# Josef Schmidt (Politiker, 1889)
Josef Schmidt (* 25. August 1889 in Bludenz; † 4. April 1978 ebenda) war ein österreichischer Politiker (CS) und Kaufmann. Schmidt war Bürgermeister der Stadt Bludenz von 1924 bis 1930, Landesrat in der Vorarlberger Landesregierung und Abgeordneter zum Vorarlberger Landtag von 1932 bis 1934 sowie Abgeordneter zum österreichischen Nationalrat von 1930 bis 1934.

## Leben und Wirken
Josef Schmidt wurde am 25. August 1889 als Sohn des Bludenzer Spenglermeisters und Kaufmanns Josef Schmidt und seiner Frau Anna Maria in Bludenz geboren. Volks- und Bürgerschule absolvierte Schmidt in seiner Heimatstadt Bludenz, ehe er die Suola civica in Trient besuchte. Anschließend besuchte er eine kaufmännische Schule in Salzburg und begann eine kaufmännische Eisenhandelslehre beim Unternehmen Steiner & Co. in Salzburg. 1907 trat Schmidt in das Unternehmen des Vaters ein, in welchem er ein Jahr später nach dem Tod seines Vaters die Geschäftsführung gemeinsam mit seinem Bruder Albert übernahm. In den Jahren von 1915 bis 1918 leistete er Kriegsdienst als Oberjäger in Galizien und Tirol. Am 4. Juni 1919 wurde Schmidt erstmals als Mitglied der Bludenzer Stadtvertretung gewählt. Im selben Jahr am 9. September heiratete er in Tschagguns Maria Jussel, mit der er in weiterer Folge fünf gemeinsame Kinder hatte. 1923 wurde er geschäftsführender Gesellschafter der Eisenhandlung Josef Schmidt’s Erben.
Am 1. März 1924 wurde Josef Schmidt zum Bürgermeister der Stadt Bludenz gewählt, was er bis zum 5. Mai 1930 blieb. Ebenfalls im Jahr 1930 wurde ihm der Berufstitel Kommerzialrat verliehen. Vom 18. April 1930 bis zum 1. Oktober 1930 wurde er zudem erstmals Abgeordneter des Nationalrats in Wien. Ab dem 2. Dezember 1930 bis zum 2. Mai 1934 wurde er für eine weitere Legislaturperiode Nationalratsabgeordneter. Daneben war er ab dem 22. November 1932 für die Christlichsoziale Partei Abgeordneter des Wahlkreises Bludenz zum Vorarlberger Landtag und Landesrat in der Vorarlberger Landesregierung. In der Landesregierung waren seine Ressorts Handel, Gewerbe und Industrie, während er im Landtag vom 17. Juli bis zum 13. November 1934 Erster Landtagsvizepräsident war.
Als führender Landespolitiker des Ständestaats wurde das Geschäft von Josef Schmidt während der Zeit des Nationalsozialismus in Österreich teilweise boykottiert, er selbst wurde im Jahr 1944 verhaftet und im Lager Reichenau bei Innsbruck interniert. Sein Bruder Guido Schmidt, der 1938 kurzzeitig österreichischer Außenminister gewesen war, war dagegen ein bekannter Nationalsozialist.